# Miss Butterworth and the Mad Baron
Miss Butterworth and the Mad Baron è un romanzo grafico della scrittrice americana Julia Quinn, pubblicato nel 2022.

## Trama
Il romanzo illustrato racconta le avventure rocambolesche e romantiche della giovane Priscilla Butterworth. Rimasta orfana a causa del vaiolo, Priscilla viene separata dalla madre e dalla nonna e affidata a una zia crudele, che la costringe a lavorare come serva. Armata solo della sua intelligenza e del suo spirito, riesce a fuggire e ad affrontare una serie di peripezie bizzarre e imprevedibili. Il suo viaggio la conduce infine all’incontro con un barone eccentrico, ritenuto “folle”, con cui scoprirà l’amore e una nuova possibilità di felicità.

## Edizioni
- Julia Quinn, Miss Butterworth and the Mad Baron, illustrazioni di Violet Charles, New York City, William Morrow Paperbacks, 10 maggio 2022, ISBN 9780062958594.